# Sanborns
Sanborns er en stor restaurant-, detailhandel-, apotek- og varemagasinkæde i Mexico. Det blev grundlagt i Mexico City 19. juni 1903 af de amerikanske indvandrerbrødre Walter og Frank Sanborn. Det første lokale, den keramikopførte bygning Casa de los Azulejos i det historiske centrum, er har stadig sin første Sanborns-restaurant, og har også beholdt den opprindelige spisesal. Sanborns har i dag 190 filialer i Mexico. Det er en del af Grupo Carso, som ejes af Carlos Slim Helu.

## Links
- Officiel hjemmeside

| Restaurant | Spire Denne artikel om en restaurant eller et spisested er en spire som bør udbygges. Du er velkommen til at hjælpe Wikipedia ved at udvide den. |